# ムーラン・ド・ラ・ギャレットの舞踏会
『ムーラン・ド・ラ・ギャレットの舞踏会』（仏: Bal du moulin de la Galette）は、ルノワールが35歳のときに描いた絵画作品。1877年の第3回印象派展に出品された作品でもある。
パリのモンマルトルにあるダンスホール「ムーラン・ド・ラ・ギャレット」での舞踏会を題材としている。単に『ムーラン・ド・ラ・ギャレット』とも呼ばれる。画中の人物たちは、ルノワールの友人たちがモデルになっている。
ムーラン・ド・ラ・ギャレットに関する作品には、他に『庭にて、ムーラン・ド・ラ・ギャレットの木陰』がある。

## 解説

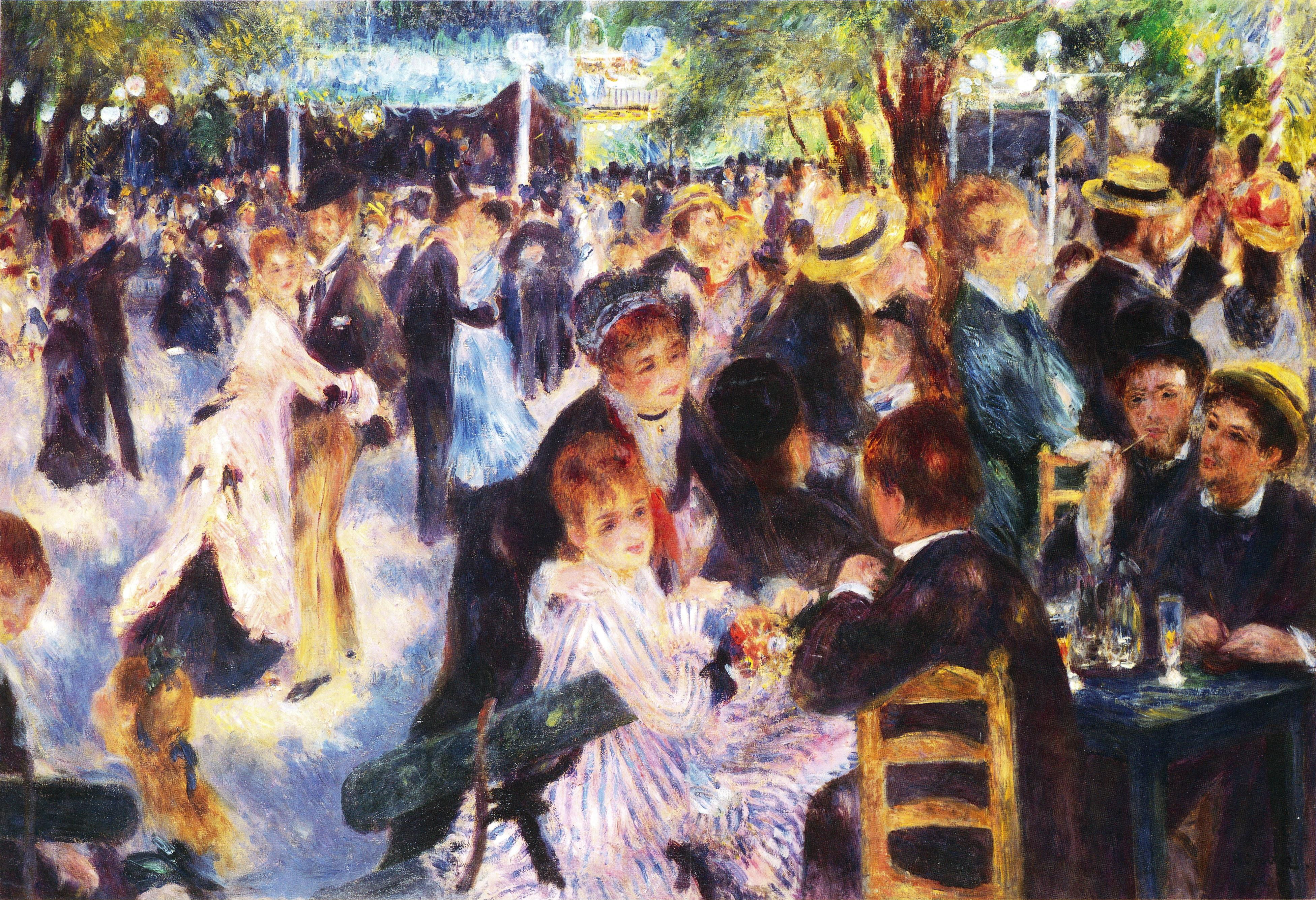
小さい方の『ムーラン・ド・ラ・ギャレットの舞踏会』

当時、ルノワールはこのダンスホールの近くに住んでおり、アトリエから通いながら制作していた。だが、縦131センチ、横175センチもあるこの作品を持ち運ぶことは困難で、傷つくおそれもあるため、ダンスホールには半分ほどのサイズのキャンヴァスを持って行った。そして、現場で描いた小さい方の絵を持ち帰り、これをもとにして、アトリエでは大きい方の絵を描いた。

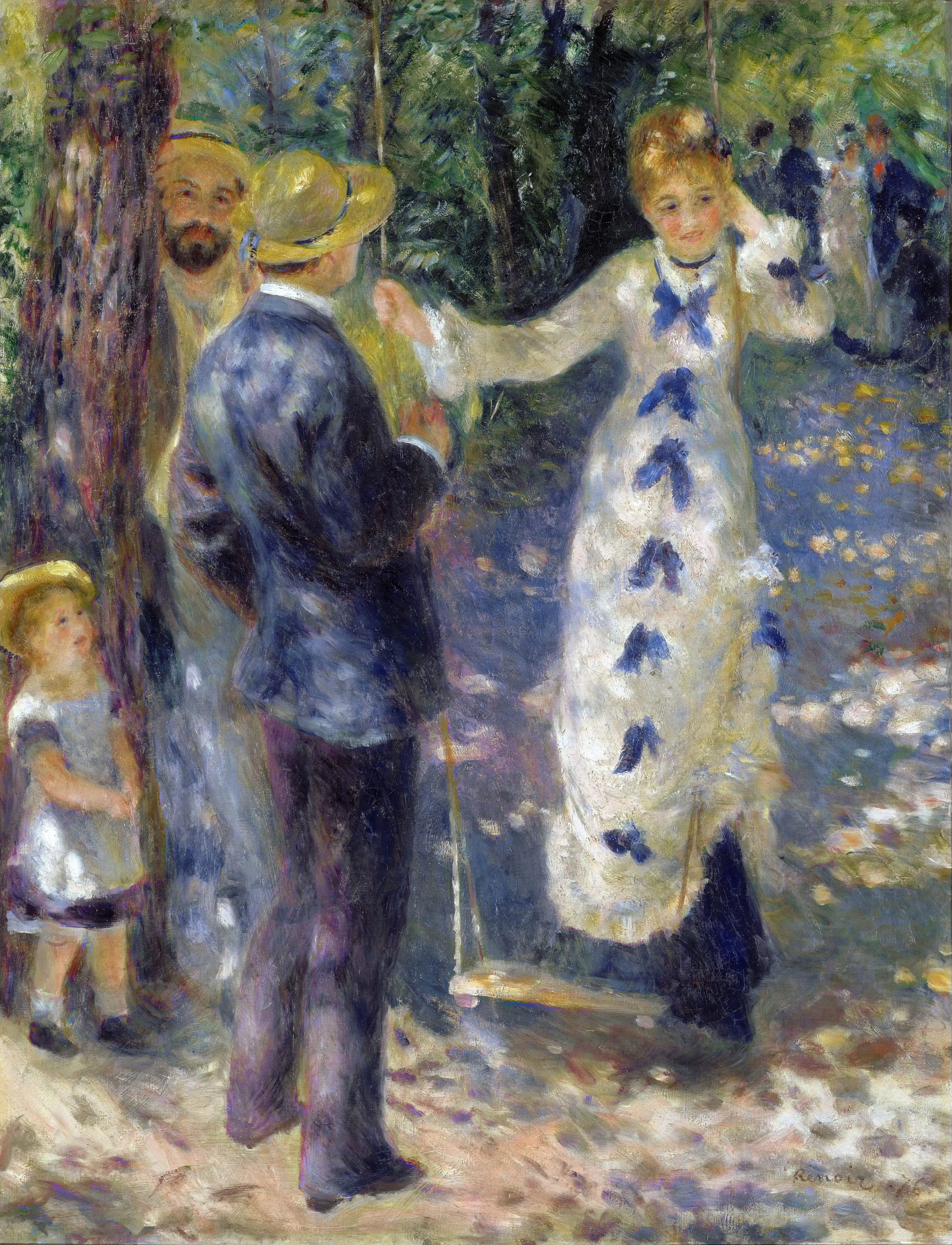
同時期に描かれた『ぶらんこ』にもジャンヌが登場している。

画中の人物たちはルノワールの友人たちであり、名前が判明している人物を挙げると、手前の左側でダンスをしている黒い帽子の男性は、キューバの画家のカルデナス、そのカルデナスの相方の女性が当時ルノワールのお気に入りのモデルであったマルゴ、中央下側のベンチに座っている女性がエステル、そのエステルの背後にいる女性がエステルの姉のジャンヌであり、この姉妹は素人モデルであった。また、右側のテーブルに座っている3人の男性のうち、背を向けて姉妹と会話しているのが画家のフラン＝ラミ、その向かい側でタバコを口にくわえているのが画家のノルベール・グヌット、その右隣でメモを取っているのが批評家のリヴィエールである。
オルセー美術館の3階に展示されている。大きい方の絵は、同じ印象派の画家仲間であったギュスターヴ・カイユボット（1848-1894）が購入。彼の死後、フランス政府に寄贈され、オルセー美術館に至る。一方、小さい方の絵は、1990年に齊藤了英が7800万ドル（絵画史上、2位の価格）で落札した
後、バブル経済の崩壊によって海外へ流出。外国の蒐集家（スイスの人物と言われている）の手に渡った。
2016年4月27日から8月22日まで国立新美術館で開催された「ルノワール展」で初来日をはたした。